# Fria (Präfektur)

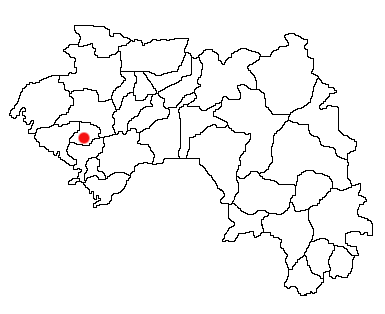
Lage von Stadt und Präfektur Fria in Guinea

Fria ist eine Präfektur in der Region Boké in Guinea. Wie alle guineischen Präfekturen ist sie nach ihrer Hauptstadt, Fria, benannt. Sie hatte 2014 rund 97.000 Einwohner.
Die Präfektur liegt im Westen des Landes und umfasst eine Fläche von 2.175 km². In Fria befindet sich große Bauxitvorkommen wie auch die größte Aluminiumfabrik Afrikas.